# Esajasskolen
Esajasskolen er en kristen friskole i Hvidovre. Skolens adresse er Kirkegade 14-18. Skolen har (februar 2024)240 elever fordelt på 12 klasser. Skolen er med i "Foreningen af Kristne Friskoler".

## Historie
Esajasskolen blev stiftet 1. august 1980 af en kreds af kristne forældre.